# Ашурнасирпал II
Ашурнасирпал II е цар на Асирия, управлявал от 884 до 859 година пр. Хр.
Смята се, че е роден в края на X век пр. Хр. в семейството на асирийския цар Тукулти-Нинурта II, когото наследява през 884 година пр. Хр. Той е сред първите владетели на Новоасирийското царство и предприема поредица от успешни войни в опит за възстановяване на някогашните асирийски територии – в Мала Азия стига до областта Наири и облага Фригия с данък, в Сирия подчинява арамейците и сирохетите между реките Хабур и Ефрат. Установява столицата си в Нимруд, където изгражда нов мащабен дворец.
Ашурнасирпал II умира през 859 година пр. Хр. и е наследен от своя син Шалманесер III.